# 诺格拉德毛尔曹尔
诺格拉德毛尔曹尔，是匈牙利诺格拉德州所辖的一个村。总面积19.94平方公里，总人口544，人口密度27.3人/平方公里（2011年1月1日）。